# Тесленко Олександр Сергійович
TESLENKO (Тесленко) (справжнє ім'я — Тесленко Олександр Сергійович, нар. 4 травня 2000 року у місті Дніпро Дніпропетровська область, Україна) — український поп та поп-рок співак, автор пісень. Його композиції набрали понад 100 мільйонів прослуховувань на музичних платформах, а кліпи та лайв-виступи регулярно збирають мільйони переглядів на YouTube. Завдяки емоційній ліриці та потужному вокалу TESLENKO вважається одним із найвиразніших молодих вокалістів України.

## Життєпис
Олександр Тесленко народився 4 травня 2000 року у місті Дніпро. З раннього дитинства проявляв інтерес до музики та співу, виступав у шкільних ансамблях і на місцевих конкурсах.
Після закінчення школи продовжив навчання та розвивав музичні здібності, займаючись вокалом і створюючи власні композиції. Його перші записи з’явилися на онлайн-платформах, де артист почав формувати власну аудиторію слухачів.
У процесі становлення TESLENKO поєднав сучасне поп-звучання з елементами поп-року, що визначило його подальший творчий стиль.

### Освіта
- Київська муніципальна академія музики ім. Р.М. Глієра

## Кар’єра

### 2018 - 2020: Перші кроки

На нац відборі Євробачення у Сан-Марино

Перші пісні та кліпи TESLENKO почали з’являтися на YouTube і музичних стрімінгових сервісах. Поступово артист зібрав власну базу слухачів. Перші концертні виступи відбувалися у Дніпрі та Києві.

### 2021 - 2023: Популярність
Пісні артиста почали з’являтися у ротації на українських радіостанціях. Його відео на YouTube почали збирати сотні тисяч переглядів, а кількість слухачів на Spotify зросла до десятків тисяч. У цей період TESLENKO дав низку сольних концертів та виступав на великих фестивалях в Україні.

### 2024 - 2025: Успіх на конкурсах
- У 2024 та 2025 роках співак увійшов до лонглиста Національного відбору України на Євробачення.
- У 2025 році з піснею «Storm» представляв Україну на San Marino Song Contest, де посів третє місце у фіналі.
- Став фіналістом конкурсу Pepsi Superstar.
- Був офіційним вокалістом телепроєкту «Танці з зірками».
- Двічі виступав у шоу «Голос країни», що закріпило його впізнаваність серед глядачів.

У цей період його аудиторія значно зросла: на YouTube кліпи TESLENKO збирають понад 3 мільйони переглядів щомісяця, а на Spotify артист має понад 100 тисяч щомісячних слухачів.
TESLENKO відомий поєднанням поп-музики з елементами поп-року. Його стиль відрізняється сильним, емоційним вокалом та романтичною, часто автобіографічною лірикою.
Основні теми пісень — кохання, переживання, пошук себе, внутрішня сила. Артист поєднує сучасні продакшн-рішення з живим звучанням інструментів, завдяки чому його музика звучить як у радіоформаті, так і на великих концертах.

## Співпраця з артистами
- Kola
- Леся Нікітюк
- Слава Камінська

## Сингли
| Рік     | Назва                                     | Альбом                |
| Сольно  | Сольно                                    | Сольно                |
| ------- | ----------------------------------------- | --------------------- |
| 2023    | «Памятаю тебе»                            |                       |
| 2023    | «ТВОЇ ОЧІ»                                |                       |
| 2023    | «Я помилився»                             |                       |
| 2023    | «А що коли?»                              |                       |
| 2023    | «У старих дворах»                         |                       |
| 2023    | «Стріляй»                                 |                       |
| 2023    | «Lights go up»                            |                       |
| 2023    | «Хімія»                                   | Хімія                 |
| 2023    | «Я розбиваюся»                            | Хімія                 |
| 2023    | «До речі»                                 | Хімія                 |
| 2023    | «Твій запах»                              | Хімія                 |
| 2023    | «Чом не разом?»                           | Хімія                 |
| 2023    | «Червона помада»                          | Хімія                 |
| 2023    | «Не в головних ролях»                     | Хімія                 |
| 2023    | «Скільки би разів»                        | Хімія                 |
| 2023    | «Обіцяю»                                  | Хімія                 |
| 2023    | «We're not 17»                            | Хімія                 |
|         | «Не кохай»                                |                       |
|         | «Маяк»                                    |                       |
|         | «Нас було тільки двоє»                    |                       |
|         | «Старі фотографії»                        |                       |
|         | «Колишні»                                 |                       |
|         | «Наречена»                                |                       |
|         | «Квіти»                                   |                       |
|         | «Щоб ти сказав?»                          |                       |
| 2024    | «На цвинтарі розстріляних ілюзій»         | Симоненко. З любовʼю  |
| 2024    | «Ображайся»                               | Симоненко. З любовʼю  |
| 2024    | «Щоб полюбити»                            | Симоненко. З любовʼю  |
| 2024    | «Вона прийшла»                            | Симоненко. З любовʼю  |
| 2024    | «Фантастично - Remastered 2024»           | Симоненко. З любовʼю  |
| 2024    | «Ти знаєш, що ти людина?»                 | Симоненко. З любовʼю  |
| 2024    | «Не про нас»                              |                       |
| 2024    | «Він її вуста»                            |                       |
| 2024    | «Хепі-енд»                                |                       |
| 2024    | «Коли з тобою»                            |                       |
| 2024    | «Кожен раз»                               |                       |
| 2024    | «Мороз»                                   |                       |
| 2024    | «Кожен раз(BID0NCI0N Remix)»              |                       |
| 2024    | «Пригадай»                                | Клуб Розбитих Сердець |
| 2024    | «А що коли?»                              | Клуб Розбитих Сердець |
| 2024    | «Мінуси»                                  | Клуб Розбитих Сердець |
| 2024    | «Поцілунки під дощем»                     | Клуб Розбитих Сердець |
| 2024    | «Памʼятаю тебе»                           | Клуб Розбитих Сердець |
| 2024    | «Стріляй»                                 | Клуб Розбитих Сердець |
| 2024    | «Маяк»                                    | Клуб Розбитих Сердець |
| 2024    | «Облиш»                                   | Клуб Розбитих Сердець |
| 2024    | «Нехай веде мене дорога»                  | Клуб Розбитих Сердець |
| 2024    | «Пʼяний - Bonus track»                    | Клуб Розбитих Сердець |
| 2025    | «Звичка»                                  |                       |
| 2025    | «Storm»                                   |                       |
| 2025    | «Рінгтон»                                 |                       |
| 2025    | «Не пробачати»                            |                       |
| 2025    | «МАМ»                                     |                       |
| 2025    | «Не чекай»                                |                       |
| 2025    | «Лисиця»                                  |                       |
| Спільно |                                           |                       |
| 2023    | «До речі» (TESLENKO, Леся Нікітюк)        | Хімія                 |
| 2023    | «We're not 17» (TESLENKO, SLAVA KAMINSKA) | Хімія                 |

## Досягнення
- Топ-3 на San Marino Song Contest 2025
- Фіналіст конкурсу Pepsi Superstar
- Офіційний вокаліст шоу «Танці з зірками»
- Двічі учасник шоу «Голос країни»
- Понад 100 мільйонів стрімів на музичних платформах